# Albert de Lapparent

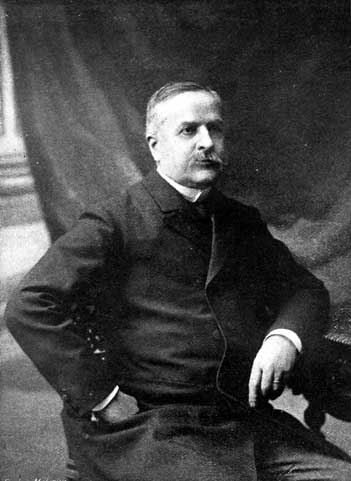
Albert de Lapparent

Albert de Lapparent, auch Albert-Auguste Cochon de Lapparent, (* 30. Dezember 1839 in Bourges; † 4. Mai 1908 in Paris) war ein französischer Geologe und Mineraloge. 

## Leben
De Lapparent ging auf das Lycée Bonaparte in Paris, studierte ab 1858 an der École polytechnique und war danach ab 1860 ein Schüler von Élie de Beaumont an der École des Mines. 1862/63 besuchte er Deutschland und Österreich und 1864 machte er seinen Abschluss an der École des Mines mit Bestnoten. Danach war er im Corps des Mines, bis er ab 1880 an der neu gegründeten Katholischen Universität (Institut Catholique de Paris) in Paris Professor wurde.
In seiner Zeit beim Corps des Mines war er an der Erstellung der geologischen Karte Frankreichs beteiligt und 1874 bis 1876 an einer Studie zur Machbarkeit des Kanaltunnels nach England. Später war er für Lehrbücher der Geologie, Mineralogie und Physischen Geographie bekannt.
Er führte die Stufen des Eozän Lutetium und Priabonium (mit Albert Munier-Chalmas) ein. Von ihm stammt die erste wissenschaftliche Beschreibung von Monzonit. Ab 1865 gab er mit Achille Delesse die jährlich erscheinende Revue des progrès de géologie heraus.
Im Jahr 1879 wurde er zum Mitglied der Leopoldina gewählt; 1897 wurde er Mitglied der Académie des sciences und der Königlichen Akademie von Belgien.
Sein Sohn Jacques de Lapparent (1883–1948) war Geologieprofessor in Straßburg und an der Sorbonne und seine Enkel waren ebenfalls Geologen:  Albert-Félix de Lapparent (1905–1975) war Professor am Institut Catholique und Claude de Lapparent (1920–1985) ein bekannter Erdölgeologe.

## Schriften
- Traité de Géologie. Librairie F. Savy, Paris 1883, (Digitalisat).
- Cours de Minéralogie. Librairie F. Savy, Paris 1884, (Digitalisat).
- La Géologie en chemin de fer. Description géologique du Bassin parisien et des régions adjacentes. Librairie F. Savy, Paris 1888, (Digitalisat).
- Précis de minéralogie. Librairie F. Savy, Paris 1889, (Digitalisat).
- La question du charbon de terre. Librairie F. Savy, Paris 1890, (Digitalisat).
- Leçons de Géographie physique. Masson et Cie, Paris 1896, (Digitalisat).
- Le Globe terrestre. 3 Bände. Librairie Bloud et Barral, Paris 1899;
  - Band 1: La formation de l'écorce terrestre. 1899;
  - Band 2: La nature des mouvements de l'écorce terrestre. 1899;
  - Band 3: La destinée de la terre ferme et la durée des temps géologiques. 1899.